# Aitor Bugallo Mondragón
Aitor Bugallo Mondragón (Vitòria, Àlaba, 7 de desembre de 1973 - Berriz, Biscaia, 14 de gener de 2016) va ser un ciclista professional basc professional des de 1996 fins a 1998, sempre en l'equip Euskadi, que posteriorment va passar a anomenar-se Euskaltel-Euskadi.

## Palmarès
- 1995
  - 1r a la Santikutz Klasika